# Badminton-Asienmeisterschaft 1999
Die Badminton-Asienmeisterschaft 1999 fand vom 15. bis 19. September im Stadium Badminton Kuala Lumpur in Kuala Lumpur, Malaysia, statt. Das Preisgeld betrug 150.000 US-Dollar.

## Medaillengewinner
| Disziplin    | Gold                       | Silber                     | Bronze                                         |
| ------------ | -------------------------- | -------------------------- | ---------------------------------------------- |
| Herreneinzel | Chen Hong                  | Ong Ewe Hock               | Fung Permadi                                   |
| Herreneinzel | Chen Hong                  | Ong Ewe Hock               | Marleve Mainaky                                |
| Dameneinzel  | Ye Zhaoying                | Zhang Ning                 | Dai Yun                                        |
| Dameneinzel  | Ye Zhaoying                | Zhang Ning                 | Gong Zhichao                                   |
| Herrendoppel | Ha Tae-kwon Kim Dong-moon  | Zhang Wei Zhang Jun        | Pramote Teerawiwatana Tesana Panvisavas        |
| Herrendoppel | Ha Tae-kwon Kim Dong-moon  | Zhang Wei Zhang Jun        | Cheah Soon Kit Yap Kim Hock                    |
| Damendoppel  | Ge Fei Gu Jun              | Ra Kyung-min Chung Jae-hee | Eti Tantra Cynthia Tuwankotta                  |
| Damendoppel  | Ge Fei Gu Jun              | Ra Kyung-min Chung Jae-hee | Sujitra Ekmongkolpaisarn Saralee Thungthongkam |
| Mixed        | Kim Dong-moon Ra Kyung-min | Liu Yong Ge Fei            | Bambang Suprianto Minarti Timur                |
| Mixed        | Kim Dong-moon Ra Kyung-min | Liu Yong Ge Fei            | Tri Kusharyanto Zelin Resiana                  |

## Resultate

### Herreneinzel
- U. D. R. P. Kumara –  Kaveh Mehrabi: 9-15 / 15-2 / 15-4
- Moosa Nashid -  Sokhang Krang: 15-6 / 15-12
- Hesham Abdulrahman Mohamed Alabbasi -  Subhi Khalil Derki: 15-5 / 15-13
- Joaquim Lobo –  Dipendra K. Shrestha: 15-7 / 15-9
- Arash Abdul Mohamadian –  Mohamed Shrath: 15-6 / 15-3
- Jayant Kumar Shrestha -  Sokdom Ry: 15-4 / 15-1
- Abdulla Fathulla Shakeeb –  Tong O Seng: 15-4 / 15-3
- Rasel Kabir Sumon –  Nguyễn Phú Cường: 15-13 / 15-12
- Wajid Ali Chaudhry -  Nawras Abdul Wahid: 15-5 / 15-4
- Subash R. Janaka De Silva –  Golam Reza Bagheri: 15-7 / 15-13
- Trần Đức Sang -  Oleg Savatugin: 15-6 / 15-1
- Ali Shahhosseini -  Khurshid Alam: 15-11 / 15-5
- Kennevic Asuncion –  Awang Huzaini Md Salleh: 15-8 / 15-1
- Afshin Bozorgzadeh –  Samir Bahadur Singh: 15-2 / 15-2
- Chhorvann Chhea –  Jalal Jawad Humaidan: 15-0 / 15-12
- Tareq Shalhoum –  Mamdhoon Rasheed: 15-5 / 15-4
- Nguyễn Anh Hoàng –  Omar Zeeshan: 15-6 / 15-17 / 15-4
- Mahbubur Rob –  Kiran Thapa: 15-4 / 10-15 / 17-14
- Bassel Al-Dora –  Mubarak Mohammed: 15-9 / 15-7
- Chameera Kumaraperuma –  Farhad Solaimani: 15-4 / 15-5
- Wan Sze Ming -  Vanna Khun: 4-15 / 15-9 / 15-11
- U. D. R. P. Kumara –  Moosa Nashid: 17-16 / 15-8
- Melvin Llanes –  Hesham Abdulrahman Mohamed Alabbasi: 15-1 / 15-3
- Arash Abdul Mohamadian –  Joaquim Lobo: 15-8 / 15-13
- Jayant Kumar Shrestha -  Alisher Zakhidov: 15-11 / 15-3
- Rasel Kabir Sumon –  Abdulla Fathulla Shakeeb: 17-15 / 15-1
- Subash R. Janaka De Silva –  Wajid Ali Chaudhry: 17-16 / 13-15 / 15-11
- Ali Shahhosseini –  Trần Đức Sang: 13-15 / 15-13 / 15-11
- Kennevic Asuncion –  Riyaz Ahmed: 15-3 / 15-1
- Afshin Bozorgzadeh -  Chhorvann Chhea: 15-7 / 15-13
- Manjula Sampath Fernando -  Tareq Shalhoum: 15-4 / 15-9
- Nguyễn Anh Hoàng –  Hamdhoon Rasheed: 15-5 / 15-2
- Chameera Kumaraperuma -  Bassel Al-Dora: 15-12 / 15-3
- James Chua –  Sachin Ratti: 12-15 / 15-5 / 15-1
- Tam Kai Chuen –  Anupap Thiraratsakul: 15-9 / 15-6
- Shon Seung-mo –  Tadashi Ohtsuka: 15-2 / 15-10 / 15-8
- Chang Jeng-shyuang –  Awang Amran Kambar: 15-7 / 15-6
- Yohan Hadikusumo Wiratama –  Subash R. Janaka De Silva: 15-2 / 15-9
- Indra Wijaya –  Manjula Sampath Fernando: 15-6 / 15-3
- Abhinn Shyam Gupta –  Fumihiko Machida: 15-5 / 15-4
- Boonsak Ponsana –  Kennevic Asuncion: 15-6 / 15-7
- Chien Yu-hsiu –  Noor Izwan Paini: 15-6 / 15-6
- Yong Hock Kin –  Melvin Llanes: 15-3 / 15-1
- Nikhil Kanetkar –  Lee Mou-chou: 4-15 / 17-14 / 15-3
- Keita Masuda –  Liu Kwok Wa: 15-3 / 13-15 / 17-15
- Jason Wong –  Lee Hyun-il: 15-13 / 15-10
- Park Tae-sang –  Maxim Kruglik: w.o.
- Chen Wei –  Nguyễn Anh Hoàng: w.o.
- Siddharth Jain –  Yong Hong Chua: w.o.
- Fung Permadi –  Hồ Văn Lợi: 15-6 / 15-5
- James Chua –  Park Tae-sang: 15-9 / 15-9
- Yap Yong Jyen –  Kazuhiro Shimogami: 11-15 / 15-5 / 15-13
- Chen Wei –  Tam Kai Chuen: 8-15 / 15-6 / 15-2
- Chen Hong –  Chameera Kumaraperuma: 15-1 / 15-4
- Shon Seung-mo –  Siddharth Jain: 15-8 / 15-9
- Ramesh Nathan –  Leong Chak Kuan: 15-2 / 15-1
- Yohan Hadikusumo Wiratama –  Chang Jeng-shyuang: 12-15 / 15-3 / 15-4
- Indra Wijaya –  Abhinn Shyam Gupta: 15-12 / 15-8
- Chien Yu-hsiu –  Boonsak Ponsana: 15-7 / 15-11
- Ong Ewe Hock –  Tam Lok Tin: 15-5 / 15-5
- Yong Hock Kin –  Nikhil Kanetkar: 15-9 / 15-6
- Keita Masuda –  Jason Wong: 9-15 / 17-14 / 15-4
- Chen Gang -  Rasel Kabir Sumon: 15-5 / 15-6
- Luo Yigang –  Cheung Chin Fung: w.o.
- Marleve Mainaky –  Wee Kai Toh: w.o.
- Fung Permadi –  James Chua: 15-4 / 15-4
- Chen Wei –  Yap Yong Jyen: 15-4 / 15-5
- Chen Hong –  Shon Seung-mo: 15-13 / 16-17 / 15-9
- Yohan Hadikusumo Wiratama –  Ramesh Nathan: 15-11 / 15-11
- Indra Wijaya –  Luo Yigang: 15-9 / 15-3
- Ong Ewe Hock –  Chien Yu-hsiu: 17-15 / 15-11
- Marleve Mainaky –  Yong Hock Kin: 15-11 / 11-15 / 15-12
- Chen Gang –  Keita Masuda: 15-6 / 15-0
- Fung Permadi –  Chen Wei: 15-7 / 15-10
- Chen Hong –  Yohan Hadikusumo Wiratama: 15-2 / 15-3
- Ong Ewe Hock –  Indra Wijaya: 17-16 / 15-8
- Marleve Mainaky –  Chen Gang: 15-11 / 15-3

|  | Halbfinale | Halbfinale      | Halbfinale | Halbfinale | Halbfinale |  |  | Finale | Finale       | Finale | Finale | Finale |
|  |            |                 |            |            |            |  |  |        |              |        |        |        |
|  |            |                 |            |            |            |  |  |        |              |        |        |        |
|  |            | Fung Permadi    | 8          | 15         | 7          |  |  |        |              |        |        |        |
|  |            | Chen Gang       | 15         | 9          | 15         |  |  |        |              |        |        |        |
|  |            |                 |            |            |            |  |  |        | Chen Gang    | 15     | 15     |        |
|  |            |                 |            |            |            |  |  |        | Ong Ewe Hock | 11     | 8      |        |
|  |            | Ong Ewe Hock    | 15         | 5          | 15         |  |  |        |              |        |        |        |
|  |            | Marleve Mainaky | 3          | 15         | 7          |  |  |        |              |        |        |        |
|  |            |                 |            |            |            |  |  |        |              |        |        |        |

### Dameneinzel
- Xiao Luxi –  Sathinee Chankrachangwong: 11-5 / 7-11 / 12-10
- Takako Ida –  Wong Miew Kheng: 11-7 / 11-4
- Aparna Popat -  Yulia Tseytlin: 11-3 / 11-3
- Lee Deuk-soon –  Chandrika de Silva: 11-3 / 11-5
- Ng Ching –  B. R. Meenakshi: 11-3 / 11-13 / 11-8
- Meiluawati -  Ayesha Khatun Nuri: 11-1 / 11-2
- Kim Kyeung-ran –  Liu Fan Frances: 11-3 / 11-2
- Wong Mew Choo –  Chien Yu-chin: 11-9 / 7-11 / 13-11
- Chan Ya-lin –  Fatimah Kumin Lim: 11-7 / 11-6
- Ng Mee Fen -  Galina Jumbabekova: 11-2 / 11-1
- Manjusha Kanwar –  Kennie Asuncion: 11-5 / 11-3
- Sujitra Ekmongkolpaisarn –  Dilhani de Silva: 11-2 / 11-1
- Jun Jae-youn –  Wong Pei Tty: 11-6 / 11-8
- Ninik Masrikah –  Irene Chiu: 11-3 / 11-2
- Dwi Retnowati –  Saule Kustavletova: w.o.
- Takako Ida –  Xiao Luxi: 6-11 / 11-3 / 11-1
- Huang Chia-chi –  Amparo Lim: 11-1 / 11-1
- Lee Deuk-soon –  Aparna Popat: 5-11 / 11-8 / 11-6
- Zhang Ning –  Sutheaswari Mudukasan: 11-4 / 11-2
- Meiluawati –  Ng Ching: 11-9 / 11-2
- Yasuko Mizui –  Paula Obanana: 11-0 / 11-0
- Kim Kyeung-ran –  Wong Mew Choo: 11-7 / 11-1
- Chan Ya-lin –  Ng Mee Fen: 11-5 / 11-3
- Lee Kyung-won –  Miho Tanaka: 11-2 / 11-0
- Dwi Retnowati –  Manjusha Kanwar: 11-5 / 11-3
- Gong Zhichao –  Siu Ching Man: 11-0 / 11-4
- Sujitra Ekmongkolpaisarn –  Jun Jae-youn: 11-9 / 11-4
- Kanako Yonekura -  Elina Begum: 11-1 / 11-1
- Ye Zhaoying -  Elena Khamidulina: 11-2 / 11-0
- Dai Yun –  Takako Ida: 11-3 / 11-3
- Huang Chia-chi –  Lee Deuk-soon: 11-8 / 11-0
- Zhang Ning –  Meiluawati: 11-2 / 11-7
- Yasuko Mizui –  Kim Kyeung-ran: 11-7 / 11-0
- Lee Kyung-won –  Chan Ya-lin: 11-6 / 11-1
- Gong Zhichao –  Dwi Retnowati: 11-0 / 11-3
- Kanako Yonekura –  Sujitra Ekmongkolpaisarn: 8-11 / 11-7 / 11-7
- Ye Zhaoying –  Ninik Masrikah: 13-11 / 11-3
- Dai Yun –  Huang Chia-chi: 8-11 / 11-3 / 11-6
- Zhang Ning –  Yasuko Mizui: 4-11 / 11-6 / 11-3
- Gong Zhichao –  Lee Kyung-won: 6-11 / 11-8 / 11-7
- Ye Zhaoying –  Kanako Yonekura: 11-0 / 11-1

|  | Halbfinale | Halbfinale   | Halbfinale | Halbfinale | Halbfinale |  |  | Finale | Finale      | Finale | Finale | Finale |
|  |            |              |            |            |            |  |  |        |             |        |        |        |
|  |            |              |            |            |            |  |  |        |             |        |        |        |
|  |            | Dai Yun      | 11         | 3          | 4          |  |  |        |             |        |        |        |
|  |            | Zhang Ning   | 9          | 11         | 11         |  |  |        |             |        |        |        |
|  |            |              |            |            |            |  |  |        | Zhang Ning  | 8      | 5      |        |
|  |            |              |            |            |            |  |  |        | Ye Zhaoying | 11     | 11     |        |
|  |            | Gong Zhichao | 2          | 4          |            |  |  |        |             |        |        |        |
|  |            | Ye Zhaoying  | 11         | 11         |            |  |  |        |             |        |        |        |
|  |            |              |            |            |            |  |  |        |             |        |        |        |

### Herrendoppel
- Omar Zeeshan /  Wajid Ali Chaudhry –  Yong Joo Chua /  Khoo Kian Teck: 15-7 / 6-15 / 15-5
- Subhi Khalil Derki /  Tareq Shalhoum –  Arash Abdul Mohamadian /  Farhad Solaimani: 15-8 / 15-9
- Hồ Văn Lợi /  Nguyễn Anh Hoàng –  Cheung Chin Fung /  Joaquim Lobo: 15-0 / 15-3
- Ade Lukas /  Santoso Sugiharjo -  Vanna Khun /  Sokdom Ry: 15-4 / 15-7
- Jaseel P. Ismail /  Vincent Lobo –  Liu Kwok Wa /  Ma Che Kong: 15-17 / 15-9 / 15-5
- Darmawan Andreas /  Luluk Hadiyanto –  Jalal Jawad Humaidan / Saleh Mohammed: 15-3 / 15-0
- Patrick Lau Kim Pong /  Aman Santosa –  Riyaz Ahmed /  Abdulla Fathulla Shakeeb: 15-2 / 15-1
- Shinji Ohta /  Takuya Takehana –  Gholam Reza Abedzadeh /  Kaveh Mehrabi: 15-2 / 15-4
- Lee Jae-chul /  Park Tae-sang –  Subash R. Janaka De Silva /  Chameera Kumaraperuma: 15-10 / 15-0
- Tri Kusharyanto /  Bambang Suprianto –  Nguyễn Phú Cường /  Trần Đức Sang: 15-7 / 15-7
- Keita Masuda /  Tadashi Ohtsuka -  Chhorvann Chhea /  Sokhang Krang: 15-1 / 15-2
- Lee Sung-yuan /  Lin Wei-hsiang –  Hesham Abdulrahman Mohamed Alabbasi /  Mubarak Mohammed: 15-0 / 15-1
- Jung Sung-gyun /  Park Young-duk -  Rasel Kabir Sumon /  Mahbubur Rob: 15-5 / 15-3
- Takuya Katayama /  Yuzo Kubota –  Manjula Sampath Fernando /  U. D. R. P. Kumara: 15-1 / 15-2
- Cheah Soon Kit /  Yap Kim Hock –  Moosa Nashid /  Mohamed Shrath: 15-2 / 15-1
- Patapol Ngernsrisuk /  Sudket Prapakamol –  Jayant Kumar Shrestha /  Kiran Thapa: 15-2 / 15-1
- Afshin Bozorgzadeh /  Ali Shahhosseini –  Leong Chak Kuan /  Wan Sze Ming: 15-7 / 15-3
- Kitipon Kitikul /  Khunakorn Sudhisodhi –  Tong O Seng /  U Hong Kit: w.o.
- Oleg Savatugin /  Alisher Zakhidov –  Yong Hong Chua /  Yeow Nam Dennis Ho: w.o.
- Ha Tae-kwon /  Kim Dong-moon –  Hamdhoon Rasheed /  Mamdhoon Rasheed: 15-1 / 15-1
- Chien Yu-hsun /  Huang Shih-chung –  Omar Zeeshan /  Wajid Ali Chaudhry: 15-1 / 15-1
- Chen Qiqiu /  Yu Jinhao -  Subhi Khalil Derki /  Tareq Shalhoum: 15-9 / 15-12
- Ade Lukas /  Santoso Sugiharjo –  Hồ Văn Lợi /  Nguyễn Anh Hoàng: 15-10 / 15-9
- Chan Chong Ming /  Jeremy Gan –  Dipendra K. Shrestha /  Samir Bahadur Singh: 15-1 / 15-1
- Darmawan Andreas /  Luluk Hadiyanto –  Jaseel P. Ismail /  Vincent Lobo: 15-5 / 15-5
- Tesana Panvisavas /  Pramote Teerawiwatana –  Patrick Lau Kim Pong /  Aman Santosa: 15-6 / 10-15 / 15-10
- Shinji Ohta /  Takuya Takehana –  Lee Jae-chul /  Park Tae-sang: 4-15 / 15-13 / 15-13
- Tri Kusharyanto /  Bambang Suprianto –  Keita Masuda /  Tadashi Ohtsuka: 15-7 / 15-13
- Chew Choon Eng /  Rosman Razak –  Lee Sung-yuan /  Lin Wei-hsiang: 15-4 / 15-13
- Jung Sung-gyun /  Park Young-duk –  Kitipon Kitikul /  Khunakorn Sudhisodhi: 15-9 / 15-9
- Zhang Jun /  Zhang Wei -  Nawras Abdul Wahid /  Bassel Al-Dora: 15-2 / 15-7
- Cheah Soon Kit /  Yap Kim Hock –  Takuya Katayama /  Yuzo Kubota: 15-0 / 15-6
- Ermadena Hj Talip /  Michael Mee Yinn Nyau -  Oleg Savatugin /  Alisher Zakhidov: 15-1 / 15-3
- Patapol Ngernsrisuk /  Sudket Prapakamol –  Afshin Bozorgzadeh /  Ali Shahhosseini: 15-5 / 15-7
- Pasang Dhendup /  Sonam Jigme –  S. Antonius Budi Ariantho /  Denny Kantono: w.o.
- Ha Tae-kwon /  Kim Dong-moon –  Chien Yu-hsun /  Huang Shih-chung: 15-6 / 15-11
- Ade Lukas /  Santoso Sugiharjo –  Chen Qiqiu /  Yu Jinhao: 15-9 / 15-12
- Chan Chong Ming /  Jeremy Gan –  Darmawan Andreas /  Luluk Hadiyanto: 15-12 / 15-6
- Tesana Panvisavas /  Pramote Teerawiwatana –  Shinji Ohta /  Takuya Takehana: 15-7 / 15-11
- Tri Kusharyanto /  Bambang Suprianto –  Chew Choon Eng /  Rosman Razak: 6-15 / 15-8 / 15-6
- Zhang Jun /  Zhang Wei –  Jung Sung-gyun /  Park Young-duk: 15-4 / 15-4
- Cheah Soon Kit /  Yap Kim Hock –  Ermadena Hj Talip /  Michael Mee Yinn Nyau: 15-11 / 15-4
- Ha Tae-kwon /  Kim Dong-moon –  Ade Lukas /  Santoso Sugiharjo: 15-5 / 15-7
- Tesana Panvisavas /  Pramote Teerawiwatana –  Chan Chong Ming /  Jeremy Gan: 15-1 / 15-7
- Zhang Jun /  Zhang Wei –  Tri Kusharyanto /  Bambang Suprianto: 15-3 / 15-1
- Cheah Soon Kit /  Yap Kim Hock –  Patapol Ngernsrisuk /  Sudket Prapakamol: 15-7 / 15-2

|  | Halbfinale | Halbfinale                              | Halbfinale | Halbfinale | Halbfinale |  |  | Finale | Finale                    | Finale | Finale | Finale |
|  |            |                                         |            |            |            |  |  |        |                           |        |        |        |
|  |            |                                         |            |            |            |  |  |        |                           |        |        |        |
|  |            | Ha Tae-kwon Kim Dong-moon               | 15         | 15         |            |  |  |        |                           |        |        |        |
|  |            | Tesana Panvisavas Pramote Teerawiwatana | 11         | 7          |            |  |  |        |                           |        |        |        |
|  |            |                                         |            |            |            |  |  |        | Ha Tae-kwon Kim Dong-moon | 15     | 15     |        |
|  |            |                                         |            |            |            |  |  |        | Zhang Jun Zhang Wei       | 6      | 4      |        |
|  |            | Cheah Soon Kit Yap Kim Hock             | 16         | 8          |            |  |  |        |                           |        |        |        |
|  |            | Zhang Jun Zhang Wei                     | 17         | 15         |            |  |  |        |                           |        |        |        |
|  |            |                                         |            |            |            |  |  |        |                           |        |        |        |

### Damendoppel
- Naomi Murakami /  Hiromi Yamada -  Galina Jumbabekova /  Yulia Tseytlin: 15-1 / 15-5
- Zelin Resiana /  Minarti Timur -  Elina Begum /  Ayesha Khatun Nuri: 15-2 / 15-4
- Jun Jae-youn /  Lee Kyung-won –  Fatimah Kumin Lim /  Xiao Luxi: 15-2 / 15-5
- Lee Hyo-jung /  Lee Seung Mi –  Kennie Asuncion /  Amparo Lim: 15-8 / 15-13
- Chen Li-chin /  Tsai Hui-min –  Manjusha Kanwar /  B. R. Meenakshi: 15-2 / 15-4
- Lim Pek Siah /  Joanne Quay –  Li Wing Mui /  Siu Ching Man: 15-2 / 15-2
- Liu Lu /  Zhan Xubin –  Jen Wee Au /  Elena Khamidulina: 15-0 / 15-1
- Yoshiko Iwata /  Haruko Matsuda –  Dilhani de Silva /  Chandrika de Silva: 15-4 / 15-1
- Kim Kyeung-ran /  Lee Deuk-soon –  Kah Ling Cheah /  Chin Eei Hui: 9-15 Ret.
- Takae Masumo /  Chikako Nakayama –  Norhasikin Amin /  Fong Chew Yen: 15-11 / 15-5
- Emma Ermawati /  Vita Marissa –  Irene Chiu /  Paula Obanana: 15-3 / 15-3
- Cheng Wen-hsing /  Chien Hsui-lin –  Chan Mei Mei /  Ng Ching: 17-14 / 15-8
- Ge Fei /  Gu Jun –  Naomi Murakami /  Hiromi Yamada: 15-1 / 15-3
- Zelin Resiana /  Minarti Timur –  Jun Jae-youn /  Lee Kyung-won: 15-8 / 11-15 / 15-13
- Eti Tantra /  Cynthia Tuwankotta –  Lee Hyo-jung /  Lee Seung Mi: 15-7 / 15-3
- Chen Li-chin /  Tsai Hui-min –  Lim Pek Siah /  Joanne Quay: 17-15 / 10-15 / 15-13
- Liu Lu /  Zhan Xubin –  Yoshiko Iwata /  Haruko Matsuda: 11-15 / 15-12 / 15-1
- Sujitra Ekmongkolpaisarn /  Saralee Thungthongkam –  Kim Kyeung-ran /  Lee Deuk-soon: 15-2 / 15-11
- Emma Ermawati /  Vita Marissa –  Takae Masumo /  Chikako Nakayama: 15-9 / 15-12
- Chung Jae-hee /  Ra Kyung-min –  Cheng Wen-hsing /  Chien Hsui-lin: 15-7 / 15-5
- Ge Fei /  Gu Jun –  Zelin Resiana /  Minarti Timur: 10-15 / 15-9 / 15-12
- Eti Tantra /  Cynthia Tuwankotta –  Chen Li-chin /  Tsai Hui-min: 15-3 / 15-5
- Sujitra Ekmongkolpaisarn /  Saralee Thungthongkam –  Liu Lu /  Zhan Xubin: 15-13 / 8-15 / 16-17
- Chung Jae-hee /  Ra Kyung-min –  Emma Ermawati /  Vita Marissa: 15-3 / 15-6

|  | Halbfinale | Halbfinale                                     | Halbfinale | Halbfinale | Halbfinale |  |  | Finale | Finale                     | Finale | Finale | Finale |
|  |            |                                                |            |            |            |  |  |        |                            |        |        |        |
|  |            |                                                |            |            |            |  |  |        |                            |        |        |        |
|  |            | Ge Fei Gu Jun                                  | 15         | 15         |            |  |  |        |                            |        |        |        |
|  |            | Eti Tantra Cynthia Tuwankotta                  | 7          | 6          |            |  |  |        |                            |        |        |        |
|  |            |                                                |            |            |            |  |  |        | Ge Fei Gu Jun              | 15     | 15     |        |
|  |            |                                                |            |            |            |  |  |        | Chung Jae-hee Ra Kyung-min | 8      | 10     |        |
|  |            | Sujitra Ekmongkolpaisarn Saralee Thungthongkam | 1          | 8          |            |  |  |        |                            |        |        |        |
|  |            | Chung Jae-hee Ra Kyung-min                     | 15         | 15         |            |  |  |        |                            |        |        |        |
|  |            |                                                |            |            |            |  |  |        |                            |        |        |        |

### Mixed
- Tam Kai Chuen /  Chan Mei Mei –  Noor Izwan Paini /  Liu Fan Frances: 15-8 / 15-2
- Lee Wei-jen /  Tsai Hui-min –  U. D. R. P. Kumara /  Chandrika de Silva: 15-2 / 15-3
- Kim Dong-moon /  Ra Kyung-min –  Chameera Kumaraperuma /  Dilhani de Silva: 15-1 / 15-2
- Imam Tohari /  Vita Marissa –  Charles Khoo /  Wong Mew Choo: 15-2 / 15-12
- Khunakorn Sudhisodhi /  Saralee Thungthongkam –  Chen Qiqiu /  Liu Lu: 17-16 / 17-15
- Rosman Razak /  Norhasikin Amin –  Jaseel P. Ismail /  Manjusha Kanwar: 15-11 / 15-13
- Fumihiko Machida /  Yasuko Mizui –  Kennevic Asuncion /  Amparo Lim: 15-9 / 15-8
- Jung Sung-gyun /  Lee Hyo-jung –  Lee Sung-yuan /  Chan Ya-lin: 15-7 / 15-4
- Tri Kusharyanto /  Zelin Resiana -  Mahbubur Rob /  Ayesha Khatun Nuri: 15-4 / 15-3
- Chan Chong Ming /  Joanne Quay –  Tam Kai Chuen /  Chan Mei Mei: 15-4 / 15-8
- Bambang Suprianto /  Minarti Timur –  Lee Wei-jen /  Tsai Hui-min: 15-11 / 15-7
- Yuzo Kubota /  Haruko Matsuda –  Pang Cheh Chang /  Lim Pek Siah: 12-15 / 17-15 / 17-15
- Vincent Lobo /  B. R. Meenakshi –  Liu Kwok Wa /  Li Wing Mui: 15-6 / 5-15 / 15-5
- Ha Tae-kwon /  Chung Jae-hee -  Rasel Kabir Sumon /  Elina Begum: 15-1 / 15-6
- Ng Kean Kok /  Fong Chew Yen –  Melvin Llanes /  Kennie Asuncion: 11-15 / 15-13 / 15-6
- Takuya Katayama /  Yoshiko Iwata –  Tam Lok Tin /  Ng Ching: 15-10 / 15-11
- Chien Yu-hsun /  Cheng Wen-hsing –  Gan Teik Chai /  Chin Eei Hui: 15-2 / 15-4
- Liu Yong /  Ge Fei –  Park Young-duk /  Lee Seung Mi: 15-5 / 15-7
- Kim Dong-moon /  Ra Kyung-min –  Imam Tohari /  Vita Marissa: 15-0 / 15-2
- Khunakorn Sudhisodhi /  Saralee Thungthongkam –  Rosman Razak /  Norhasikin Amin: 15-8 / 9-15 / 15-9
- Jung Sung-gyun /  Lee Hyo-jung –  Fumihiko Machida /  Yasuko Mizui: 10-15 / 15-11 / 15-9
- Tri Kusharyanto /  Zelin Resiana –  Chan Chong Ming /  Joanne Quay: 15-8 / 15-7
- Bambang Suprianto /  Minarti Timur –  Yuzo Kubota /  Haruko Matsuda: 15-5 / 15-10
- Ha Tae-kwon /  Chung Jae-hee –  Vincent Lobo /  B. R. Meenakshi: 15-9 / 15-3
- Ng Kean Kok /  Fong Chew Yen –  Takuya Katayama /  Yoshiko Iwata: 15-9 / 15-6
- Liu Yong /  Ge Fei –  Chien Yu-hsun /  Cheng Wen-hsing: 15-10 / 15-11
- Kim Dong-moon /  Ra Kyung-min –  Khunakorn Sudhisodhi /  Saralee Thungthongkam: 15-2 / 15-5
- Tri Kusharyanto /  Zelin Resiana –  Jung Sung-gyun /  Lee Hyo-jung: 15-7 / 15-3
- Bambang Suprianto /  Minarti Timur –  Ha Tae-kwon /  Chung Jae-hee: 10-15 / 15-7 / 15-10
- Liu Yong /  Ge Fei –  Ng Kean Kok /  Fong Chew Yen: 15-3 / 15-7
- Kim Dong-moon /  Ra Kyung-min –  Tri Kusharyanto /  Zelin Resiana: 13-15 / 15-11 / 15-6
- Liu Yong /  Ge Fei –  Bambang Suprianto /  Minarti Timur: 15-2 / 15-5
- Kim Dong-moon /  Ra Kyung-min –  Liu Yong /  Ge Fei: 15-7 / 15-13

|  | Halbfinale | Halbfinale                      | Halbfinale | Halbfinale | Halbfinale |  |  | Finale | Finale                     | Finale | Finale | Finale |
|  |            |                                 |            |            |            |  |  |        |                            |        |        |        |
|  |            |                                 |            |            |            |  |  |        |                            |        |        |        |
|  |            | Tri Kusharyanto Zelin Resiana   | 15         | 11         | 6          |  |  |        |                            |        |        |        |
|  |            | Kim Dong-moon Ra Kyung-min      | 13         | 15         | 15         |  |  |        |                            |        |        |        |
|  |            |                                 |            |            |            |  |  |        | Kim Dong-moon Ra Kyung-min | 15     | 15     |        |
|  |            |                                 |            |            |            |  |  |        | Liu Yong Ge Fei            | 7      | 13     |        |
|  |            | Liu Yong Ge Fei                 | 15         | 15         |            |  |  |        |                            |        |        |        |
|  |            | Bambang Suprianto Minarti Timur | 2          | 5          |            |  |  |        |                            |        |        |        |
|  |            |                                 |            |            |            |  |  |        |                            |        |        |        |

## Medaillenspiegel
| Rang   | Land              | Gold | Silber | Bronze | Gesamt |
| ------ | ----------------- | ---- | ------ | ------ | ------ |
| 1      | China             | 3    | 3      | 3      | 9      |
| 2      | Südkorea          | 2    | 1      | 0      | 3      |
| 3      | Malaysia          | 0    | 1      | 1      | 2      |
| 4      | Indonesien        | 0    | 0      | 3      | 3      |
| 5      | Thailand          | 0    | 0      | 2      | 2      |
| 6      | Chinesisch Taipeh | 0    | 0      | 1      | 1      |
| Gesamt | Gesamt            | 5    | 5      | 10     | 20     |